# Silas Tausinga
Silas Kerry Vaqara Tausinga (ur. 12 sierpnia 1983) – salomoński polityk.
Ukończył szkołę średnią. Przed zaangażowaniem się w politykę pracował jako urzędnik bankowy. 4 sierpnia 2010 dostał się do Parlamentu Narodowego z okręgu wyborczego West New Georgia-Vona Vona. Uzyskał 1487 głosów, pokonując byłego ministra finansów Petera Boyersa, który zdobył 160 głosów mniej.
Pełni funkcję ministra ds. kobiet, młodzieży i dzieci w gabinecie cieni sformowanym przez lidera opozycji Steve’a Abanę.
Jego ojciec, Job Tausinga, również zasiada w parlamencie.